# Fizikushallgatók Nemzetközi Egyesülete
A Fizikushallgatók Nemzetközi Egyesülete (International Association of Physics Students – IAPS) fizikushallgató egyesületek nonprofit és kormányzatoktól független, önkéntes alapon működő nemzetközi ernyőszervezete, amelyet teljes egészében a világ minden tájáról érkező hallgatók működtetnek a kölcsönös megértés és egyenlőség szellemében. Hivatalos székhelye Mulhouse, Franciaország, ami egyben az  Európai Fizikai Társulat (European Physical Society – EPS) székhelye is. 1987. szeptember 12-én alakult Debrecenben.

## Az Egyesület célja
A Fizikushallgatók Nemzetközi Egyesületének célja a fizikushallgatók közti barátságos kapcsolatépítés és együttműködés elősegítése, illetve a tagság támogatása akadémiai és szakmai előmenetelükben, valamint tudományos, társadalmi és kulturális területeken.

## Az Egyesület programjai
- Fizikushallgatók Nemzetközi Konferenciája (International Conference for Physics Students – ICPS)
- Physics League Across Numerous Countries for Kick-ass Students (PLANCKS) fizikaverseny[3]
- Kutatóintézeti látogatások, nyári egyetemek és csereprogramok
- Önkéntes és gyakornoki programok
- Nemzetközi találkozók

### Fizikushallgatók Nemzetközi Konferenciája
Az Fizikushallgatók Nemzetközi Konferenciája (International Conference of Physics Students – ICPS) az IAPS legnagyobb rendezvénye, amit minden évben az Egyesület másik tagszervezete rendez meg. Az esemény célja, hogy lehetőséget biztosítson a világ minden tájáról érkező fizika szakos egyetemi hallgatók számára, hogy találkozzanak, tudományos kérdéseket vitassanak meg, és bemutassák a kutatásaikat.
Az első konferenciát az Eötvös Loránd Tudományegyetem fizikushallgatói szervezték meg 1986-ban Budapesten, ezen a találkozón alig ötven fő vett részt. A nagy sikerre való tekintettel a következő évben Debrecenben került megrendezésre a találkozó, amely során az IAPS iránti igény is megfogalmazódott. Napjainkban a konferenciának nagyjából 400 résztvevője van évente.

#### Eddigi konferenciák helyszínei
- 2020 Puebla, Mexikó[5]
- 2018 Helsinki, Finnország
- 2017 Torino, Olaszország
- 2016 Málta
- 2015 Zágráb, Horvátország
- 2014 Heidelberg, Németország
- 2013 Edinburgh, Egyesült Királyság
- 2012 Utrecht, Hollandia
- 2011 Budapest, Magyarország
- 2010 Graz, Ausztria
- 2009 Split, Horvátország
- 2008 Krakkó, Lengyelország
- 2007 London, Egyesült Királyság
- 2006 Bukarest, Románia
- 2005 Coimbra, Portugália
- 2004 Újvidék, Szerbia és Montenegró
- 2003 Odense, Dánia
- 2002 Budapest, Magyarország
- 2001 Dublin, Írország
- 2000 Zára, Horvátország
- 1999 Helsinki, Finnország
- 1998 Coimbra, Portugália
- 1997 Bécs, Ausztria
- 1996 Szeged, Magyarország
- 1995 Koppenhága, Dánia
- 1994 Szentpétervár, Oroszország
- 1993 Bodrum, Törökország
- 1992 Lisszabon, Portugália
- 1991 Bécs, Ausztria
- 1990 Amszterdam, Hollandia
- 1989 Freiburg, Németország
- 1988 Prága, Csehszlovákia
- 1987 Debrecen, Magyarország
- 1986 Budapest, Magyarország

## Az Egyesület felépítése
Az IAPS felépítését és működését az első Fizikushallgatók Nemzetközi Konferenciáján alapozták meg 1987-ben, Debrecenben. A legmagasabb döntéshozó szerv a közgyűlés, amelyet a nemzeti és helyi bizottságok képviselői alkotják.

### Végrehajtó Bizottság[6]
Az Egyesületet a végrehajtó bizottság irányítja, amelynek tagjait az éves közgyűlésen választják meg. A végrehajtó bizottság tagja az Egyesület Elnöke és további 4-8 személy.
A 2019/2020-as évben a Végrehajtó Bizottság az alábbi személyekből áll:
| Pozíció                                    | Név                  | Állampolgárság | Egyetem                  |
| ------------------------------------------ | -------------------- | -------------- | ------------------------ |
| Elnök                                      | Jyri Genral          | Finnország     | University of Jyväskylä  |
| Treasurer                                  | Margaret Rosenberg   | Ausztria       | University of Vienna     |
| Titkár                                     | Augustin Orešković   | Horvátország   | University of Zagreb     |
| Membership & Alumni Manager                | Anna Varsted         | Dánia          | University of Copenhagen |
| Events Manager                             | Owen Higgins         | Írország       | University of Liège      |
| PR Manager                                 | Eetu Rimo            | Finnország     | University of Helsinki   |
| Outreach Manager                           | Luka Cavaliere Lokas | Horvátország   | University of Zagreb     |
| Alelnök / Advocacy and Recruitment Manager | Duarte Graça         | Portugália     | University of Porto      |

### Nemzeti bizottságok[8]
| Ország                    | Szervezet |
| ------------------------- | --- |
| Amerikai Egyesült Államok | Society of Physics Students (SPS), American Institute of Physics (AIP)                                           |
| Ausztria                  | Basisgruppe Nawi Physik                                                                                          |
| Finnország                | Suomen fysiikan- ja matematiikanopiskelijat ry (SFMO)                                                            |
| Görögország               | Τομέας Φοιτητών – Ένωση Ελλήνων Φυσικών                                                                          |
| Grúzia                    | საქართველოს ფიზიკის სტუდენტთა ასოციაცია                                                                          |
| Hollandia                 | Studenten Physica in Nederland (SPIN) Archiválva 2019. december 4-i dátummal a Wayback Machine-ben               |
| Horvátország              | Studentska sekcija Hrvatskog fizikalnog društva                                                                  |
| Kanada                    | Canadian Association of Physicists / Association canadienne des physiciens et physiciennes (CAP)                 |
| Kuba                      | Sociedad Cubana de Jovenes Fisicos                                                                               |
| Lengyelország             | Polskie Stowarzyszenie Studentów Fizyki (PSSF)                                                                   |
| Macedónia                 | Македонско друштво на студенти физичари (МДСФ)                                                                   |
| Egyesült Királyság        | Institute of Physics (IOP) Student Community Panel                                                               |
| Magyarország              | Magyar Fizikushallgatók Egyesülete (Mafihe)                                                                      |
| Marokkó                   | Moroccan Association of Physics (MAP)                                                                            |
| Mexikó                    | Sociedad Cientifica Juvenil (SCJ)                                                                                |
| Németország               | Deutsche Physikalische Gesellschaft (DPG)                                                                        |
| Norvégia                  | Norske Fysikkstudenters Forening Trondheim (NoFFo) Archiválva 2020. augusztus 7-i dátummal a Wayback Machine-ben |
| Olaszország               | Associazione Italiana Studenti di Fisica (AISF)                                                                  |
| Portugália                | Associação Portuguesa de Estudantes de Física (Physis)                                                           |
| Spanyolország             | Grupo de Estudiantes de la Real Sociedad Española de Física (Estudiantes RSEF)                                   |

### Helyi bizottságok[8]
| Ország                     | Szervezet |
| -------------------------- | --- |
| Belgium, Antwerpen         | WINAK |
| Costa Rica                 | Association of Physics and Meteorology Students of the University of Costa Rica                                                         |
| Csehország, Prága          | Fyzikální korespondenční seminář MFF UK (FYKOS)                                                                                         |
| Dánia, Koppenhága          | Association of Physics Students of the University of Copenhagen (UNICPH) Archiválva 2019. augusztus 30-i dátummal a Wayback Machine-ben |
| Dánia, Odense              | Student Organisation for FKF / Æter |
| Ecuador, Quito             | OSA-USFQ Capítulo Estudiantil, OSA-USFQ Student Chapter                                                                                 |
| Fülöp-szigetek, Baguio     | UP Physics Sphere |
| Fülöp-szigetek, Cebu       | Carolinian Physics Society |
| Fülöp-szigetek, Manila     | The PUP Physics Society |
| Ghána, Kumasi              | IAPS Kumasi |
| India, Delhi               | Decoders of the Cosmic Code / सी.सी.डी. (DCC)                                                                                              |
| India, Noida               | Physics Society of Shiv Nadar University                                                                                                |
| Indonézia, Jambi           | Ikatan Mahasiswa Pendidikan Fisika (IMAPEFSI)                                                                                           |
| Irán, Farhangian           | Farhangian Association of Physics Students                                                                                              |
| Kamerun, Limbe             | AIMS Cameroon |
| Málta                      | Science Students’ Society (S-cubed/S3)                                                                                                  |
| Nepál, Katmandu            | St. Xavier’s Physics Council (सेन्ट जेवियसस भौतिकविज्ञान परिषद्, नेपाल) Archiválva 2020. február 22-i dátummal a Wayback Machine-ben                 |
| Oroszország, Szentpétervár | Polytechnic Community of Physics Students (PCPS)                                                                                        |
| Oroszország, Perm          | Students’ Scientific Society of the Faculty of Physics of Perm State University                                                         |
| Pakisztán, Iszlámábád      | NUST Science Society |
| Románia, Bukarest          | Asociatia Studentilor Fizicieni din Universitatea Bucuresti (ASF-UB)                                                                    |
| Svédország, Stockholm      | Fysiklektionen (KTH) |
| Szerbia, Belgrád           | Savez Studenata Fizičkog Fakulteta (SSFF) Archiválva 2020. október 25-i dátummal a Wayback Machine-ben                                  |
| Szerbia, Újvidék           | Klub studenata fizike |
| Szlovákia, Pozsony         | Physics Correspondence Seminar (FKS) |
| Törökország, Ankara        | METU Physics Society |
| Törökország, Isztambul     | Istanbul Physics Students Society |
| Ukrajna, Kharkiv           | Council of Young Scientists |

### Egyéni tagok
Azok a személyek, akik a fizika vagy egyéb kapcsolódó tudományterületen egyetemi hallgatók, és nem tartoznak semelyik nemzeti vagy helyi bizottsághoz, egyéni tagként csatlakozhatnak az Egyesülethez. Jelenleg az IAPS-nek mintegy 100 egyéni tagja van.

### Tiszteletbeli tagok
A tiszteletbeli tagokat a közgyűlés választja meg. Olyan személyek kerülnek a listára, akik nagyban hozzájárultak az Egyesület munkásságához. A magyar alapítótagok is tiszteletbeli tagnak minősülnek.
Jelenlegi tiszteletbeli tagok:
- Budai Patroklosz
- Fülöp Tamás
- Horváth Ákos
- Jim Grozier
- Lévai Péter
- Sir Arnold Wolfendale
- Sir Joseph Rotblat
- Ván Péter

## Az Egyesület partnerei[9]
- European Physical Society (EPS)
- Informal Forum of International Student Organisations (IFISO)
- International Union of Pure and Applied Physics (IUPAP)
- International Physicist’s Tournament (IPT)
- International Association for the Exchange of Students for Technical Experience (IAESTE)
- Young Minds projekt

## Külső hivatkozások
- A 2020-as ICPS hivatalos honlapja
- The official website of IAPS
- List of members of IAPS